# Neoacanthocephaloidinae
Neoacanthocephaloidinae is een onderfamilie in de taxonomische indeling van de haakwormen, ongewervelde en parasitaire wormen die meestal 1 tot 2 cm lang worden. De worm behoort tot de familie Arhythmacanthidae. De wetenschappelijke naam van de onderfamilie werd voor het eerst geldig gepubliceerd in 1960 door Golvan.

## Taxonomie
Het volgende geslacht wordt bij de onderfamilie ingedeeld:
- Acanthocephaloides Meyer, 1932